# Liên minh Trung tâm

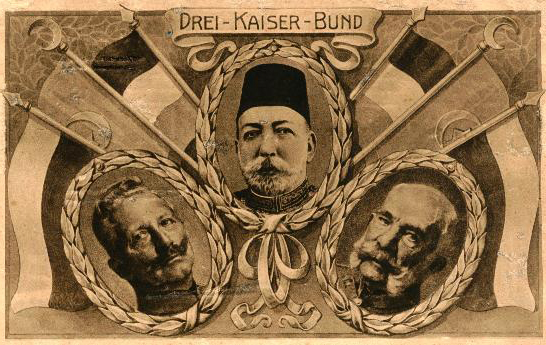
Wilhelm II của Đế quốc Đức, Mehmed V của Đế quốc Ottoman và Franz Joseph I của Đế quốc Áo-Hung: Ba vị toàn quyền của phe Liên minh Trung tâm trong Chiến tranh thế giới thứ nhất

Liên minh Trung tâm (tiếng Đức: Mittelmächte; tiếng Hungary: Központi hatalmak; tiếng Thổ Nhĩ Kỳ: İttifak Devletleri / Bağlaşma Devletleri; tiếng Bulgaria: Централни сили, đã Latinh hoá: Tsentralni sili), là một trong hai khối quân sự đã tham gia Chiến tranh thế giới thứ nhất từ năm 1914 đến năm 1918; đối thủ của họ là phe Hiệp ước. Liên minh Trung tâm được thành lập ngày 20 tháng 5 năm 1882 với 3 nước đầu tiên tham gia là Đế quốc Đức, Đế quốc Áo-Hung và Vương quốc Ý. Đến tháng 10 năm 1914 (khi Chiến tranh thế giới thứ nhất bùng nổ) thì có thêm Đế quốc Ottoman và đến tháng 10 năm 1915 thì có thêm Bulgaria tham gia. Tuy nhiên đến ngày 23 tháng 5 năm 1915 thì Ý tuyên bố rút khỏi phe Liên minh Trung tâm và gia nhập phe Hiệp ước chống lại Đức và Áo-Hung. Những hoạt động quân sự giữa phe Liên minh và phe Hiệp ước đã diễn ra liên tục trên các mặt trận phía Tây, mặt trận phía Đông và Mặt trận phía Nam trong suốt thời gian từ ngày 28 tháng 7 năm 1914 đến ngày 11 tháng 11 năm 1918 (khi Đế quốc Đức đầu hàng). Sau Chiến tranh thế giới thứ nhất, các nước trong phe Liên minh Trung tâm đều là nước bại trận và phải bồi thường những khoản chiến phí khổng lồ cũng như mất đi một phần lãnh thổ đáng kể theo nội dung các hòa ước mà họ ký với các nước thắng trận.
Sử sách tiếng Việt vào đầu thế kỷ 20 còn gọi đây là Đồng minh tam cường dịch từ Triple Alliance.

## Sự thành lập

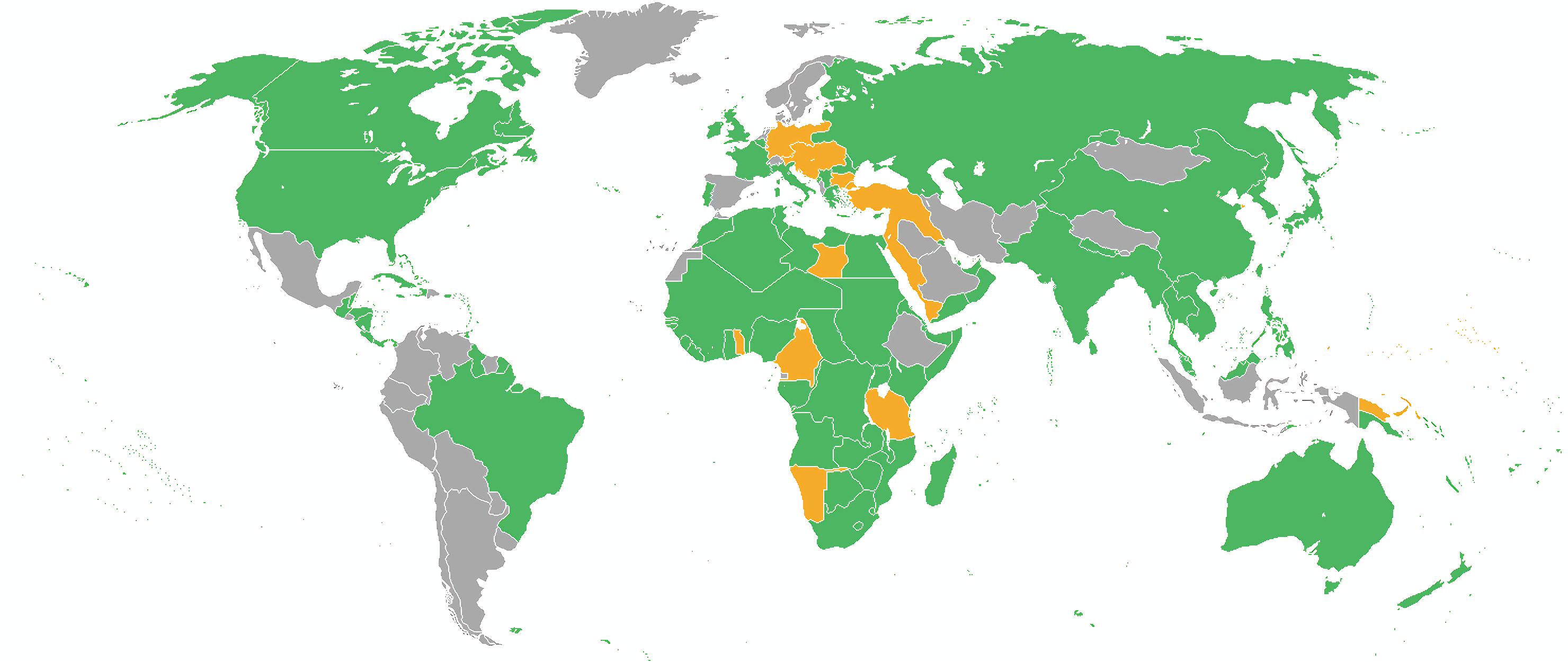
Bản đồ thế giới các nước tham chiến trong thế chiến thứ nhất, Phe Liên minh màu cam, Phe Hiệp ước màu xanh và các nước trung lập màu xám

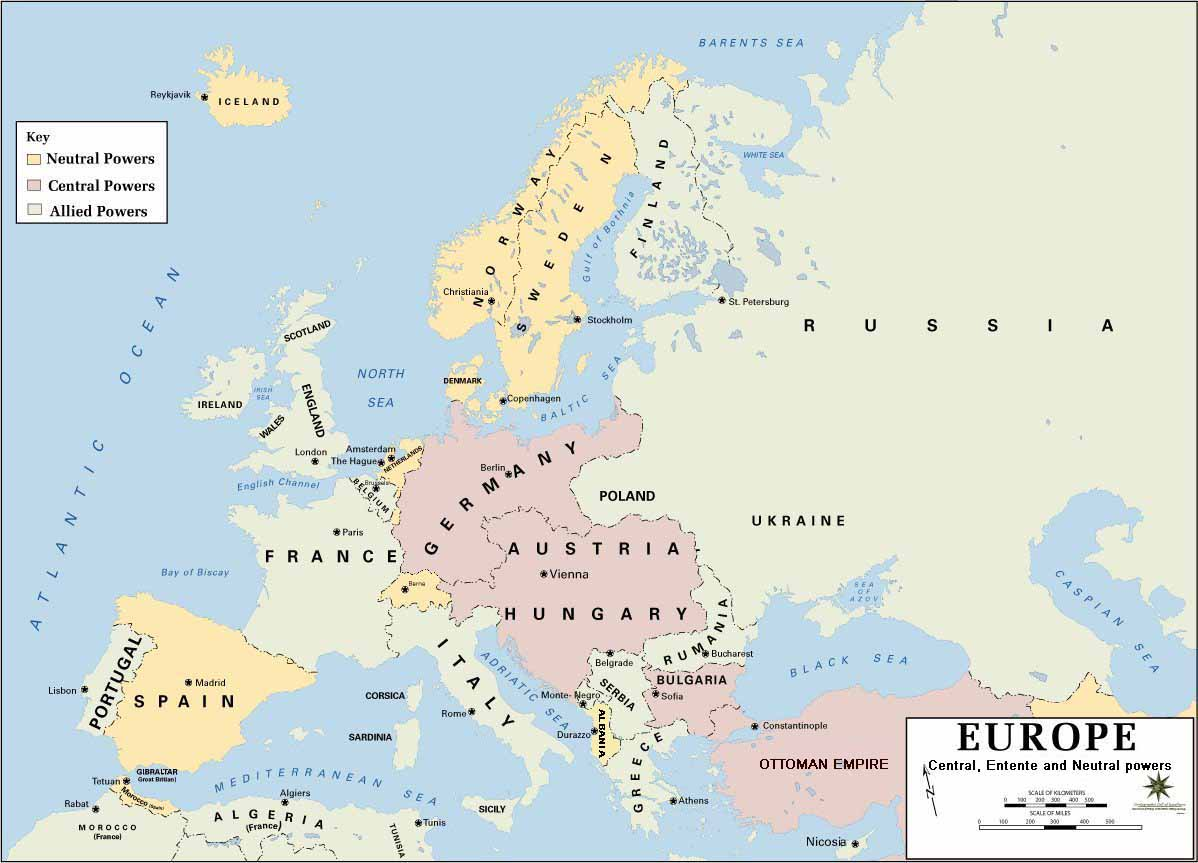
Bản đồ châu Âu trong thế chiến thứ nhất, Phe Liên minh màu hồng, Phe Hiệp ước màu xám và các nước trung lập màu vàng

Sau cuộc Chiến tranh Pháp-Phổ 1870-1871, Đế quốc Đức được thành lập và trở thành một cường quốc theo chủ nghĩa tư bản. Đế quốc Đức ngày càng phát triển về mọi mặt, thậm chí vượt mặt các đế quốc Anh, Pháp ở nhiều lĩnh vực, có tiềm lực về kinh tế và quân sự rất mạnh nhưng lại có quá ít thuộc địa nên mâu thuẫn giữa Đức và Anh-Pháp ngày càng sâu sắc. Trong khi đó, Đế quốc Áo-Hung lại đang trên con đường suy thoái, nhiều vùng đất của Đế quốc Áo-Hung đang bị Anh-Pháp dòm ngó, đồng thời Đế quốc Áo-Hung cũng muốn bành trướng lãnh thổ ở Balkan nên trong hoàn cảnh đó Đức và Áo-Hung đã liên kết lại. Ngày 7 tháng 10 năm 1879, Đức và Áo-Hung đã đi đến thành lập một liên minh và đến ngày 20 tháng 5 năm 1882 phe Liên minh được chính thức thành lập với sự tham gia của Ý, một nước vừa thống nhất vào năm 1860 và đang muốn có tiếng nói lớn hơn trên thị trường châu Âu. Mục tiêu thành lập của phe Liên minh, như đã nói ở trên, là liên minh lại chống hai đế quốc đang làm chủ châu Âu và có rất nhiều thuộc địa trên thế giới lúc bấy giờ là Anh và Pháp. Ngoài ra Ý và Áo-Hung cũng có mâu thuẫn với Nga và một số nước đồng minh của Nga như Serbia, România. Sự thành lập của phe Liên minh báo hiệu một cuộc chiến tranh đế quốc sắp xảy ra nhằm chia lại thị trường và thuộc địa thế giới.

## Các hoạt động quân sự
Các nước trong Liên minh Trung tâm tham gia Chiến tranh thế giới thứ nhất ở 3 mặt trận chính đều diễn ra ở Châu Âu: mặt trận phía Tây, mặt trận phía Đông và mặt trận phía Nam. Trong đó, mặt trận phía nam bị chia nhỏ thành nhiều chiến trường như chiến trường Balkan, chiến trường Ý, chiến trường Kavkaz và chiến trường Trung Cận đông. Trong khi vai trò của các nước phe Hiệp ước tương đối đồng điều thì phe Liên minh chỉ trông cậy vào Đức vì Đức có tiềm lực kinh tế và quân sự mạnh nhất còn các nước còn lại như Áo-Hung, Ottoman đều có quân đội và nền kinh tế lạc hậu hơn nhiều so với các nước phe Hiệp ước. Nước tham chiến đầu tiên trong phe Liên minh là Đế quốc Áo-Hung (tuyên chiến với Serbia ngày 28 tháng 7 năm 1914), tiếp theo là Đức (1 tháng 8 năm 1914), Đế quốc Ottoman (tháng 10 năm 1914) và cuối cùng là Bulgaria (tháng 10 năm 1915).

### Đế quốc Đức
Ngày 1 tháng 8 năm 1914 Đức tuyên chiến với Nga, chính thức nhảy vào Chiến tranh thế giới thứ nhất. Trong cuộc chiến này, Đức tham gia ở cả ba chiến trường trong đó quân lực chính tập trung chủ yếu ở mặt trận phía Tây đối đầu với liên quân Anh-Pháp, mặt trận phía Đông quân Đức đối đầu với Nga và mặt trận Ý cùng với Áo-Hung chống lại Ý do năm 1915, Ý chuyển sang phe Hiệp ước chống lại Đức và Áo - Hung.
Mặt trận phía Đông và mặt trận Ý chỉ là thứ yếu nhưng bắt Đức phải căng sức đánh nhiều mặt trận, không thể giải quyết dứt điểm từng mặt trận được và tình trạng này diễn ra cho đến 7 tháng 11 năm 1917, Cách mạng tháng Mười Nga thành công, mặt trận Đông Âu biến mất và mặt trận Ý đã biến mất trước đó nhưng đến lúc này lực lượng của Đức đã dần cạn.

### Đế quốc Áo-Hung
Ngày 28 tháng 7 năm 1914, Đế quốc Áo-Hung tuyên chiến với Serbia, trở thành nước đầu tiên trong phe Liên minh tham gia Chiến tranh thế giới thứ nhất. Trong giai đoạn đầu, quân Áo-Hung tham chiến ở hai mặt trận là đánh nhau với Serbia và phòng thủ Galicia trước sự tấn công của quân Nga. Đến tháng 5 năm 1915 khi Ý tham chiến thì Áo-Hung lại phải chiến đấu với Ý ở mặt trận phía Nam.

### Đế quốc Ottoman
Chiến tranh thế giới thứ nhất nổ ra, Đế quốc Ottoman được cả hai phe tham chiến lôi kéo nhưng vì những mâu thuẫn với Anh, Pháp nên Đế quốc Ottoman gia nhập phe Liên minh. Ngày 23 tháng 10 năm 1914, hạm đội Thổ Nhĩ Kỳ tại Biển Đen bất ngờ bắn phá vùng bờ biển của Nga nên đến ngày 5 tháng 11 năm 1914 các nước phe Hiệp ước gồm Anh, Nga, Pháp tuyên chiến với Đế quốc Ottoman. Đế quốc Ottoman chính thức tham gia vào Chiến tranh thế giới thứ nhất.

### Bulgaria
Ngay từ đầu cuộc chiến Bulgaria đã là mục tiêu lôi kéo của cả hai bên tham chiến. Sau đó các nước phe Liên minh hứa sẽ ủng hộ Bulgaria lấy lại những lãnh thổ mà họ đã mất sau cuộc Chiến tranh Balkan lần thứ hai nên Bulgaria hứa sẽ tham gia chiến tranh theo phe Liên minh. Ngày 11 tháng 10 1915 Bulgaria tấn công Serbia và chính thức tham gia vào cuộc Chiến tranh thế giới thứ nhất.

## Các nhà lãnh đạo và chỉ huy quân sự của Liên minh
Đế quốc Đức
- Wilhelm II - Hoàng đế Đức

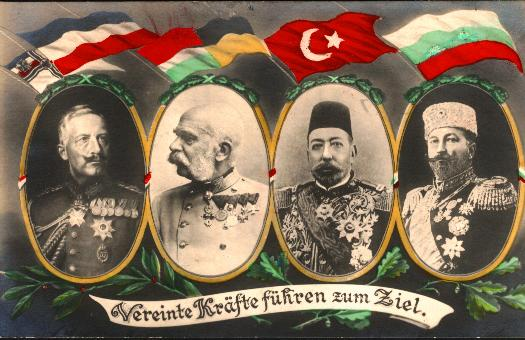
Wilhelm II, Franz Joseph, Mehmed V, Sa hoàng Ferdinand: Bốn nhà lãnh đạo hàng đầu của phe Liên minh Trung tâm

- Helmuth Johann Ludwig von Moltke - Tham mưu trưởng quân đội Đức (1914)
- Erich von Falkenhayn - Tham mưu trưởng quân đội Đức (1914-1916)
- Paul von Hindenburg - Tham mưu trưởng quân đội Đức (1916-1918)
- Reinhard Scheer - Chỉ huy trưởng hạm đội biển Bắc
- Erich Ludendorff - Phó tham mưu quân đội Đức

 Đế quốc Áo-Hung
- Franz Josef I - Hoàng đế Áo-Hung (1914-1916)
- Karl I - Hoàng đế Áo-Hung (1916-1918)
- Conrad von Hötzendorf - Tham mưu trưởng quân đội Áo-Hung (1914-1917)
- Arthur Arz von Straussenburg - Tham mưu trưởng quân đội Áo-Hung (1917-1918)
- Anton Haus - Tham mưu trưởng hải quân Áo-Hung
- Maximilian Njegovan - Tham mưu trưởng hải quân Áo-Hung

 Đế quốc Ottoman
- Mehmed V - Hoàng đế Ottoman
- İsmail Enver - Tham mưu trưởng quân đội Ottoman
- Mustafa Kemal Atatürk

 Bulgaria
- Ferdinand I - Sa hoàng Bulgaria
- Nikola Zhekov - Tham mưu trưởng quân đội Bulgaria
- Vladimir Vazov

## Sự thất bại của phe Liên minh

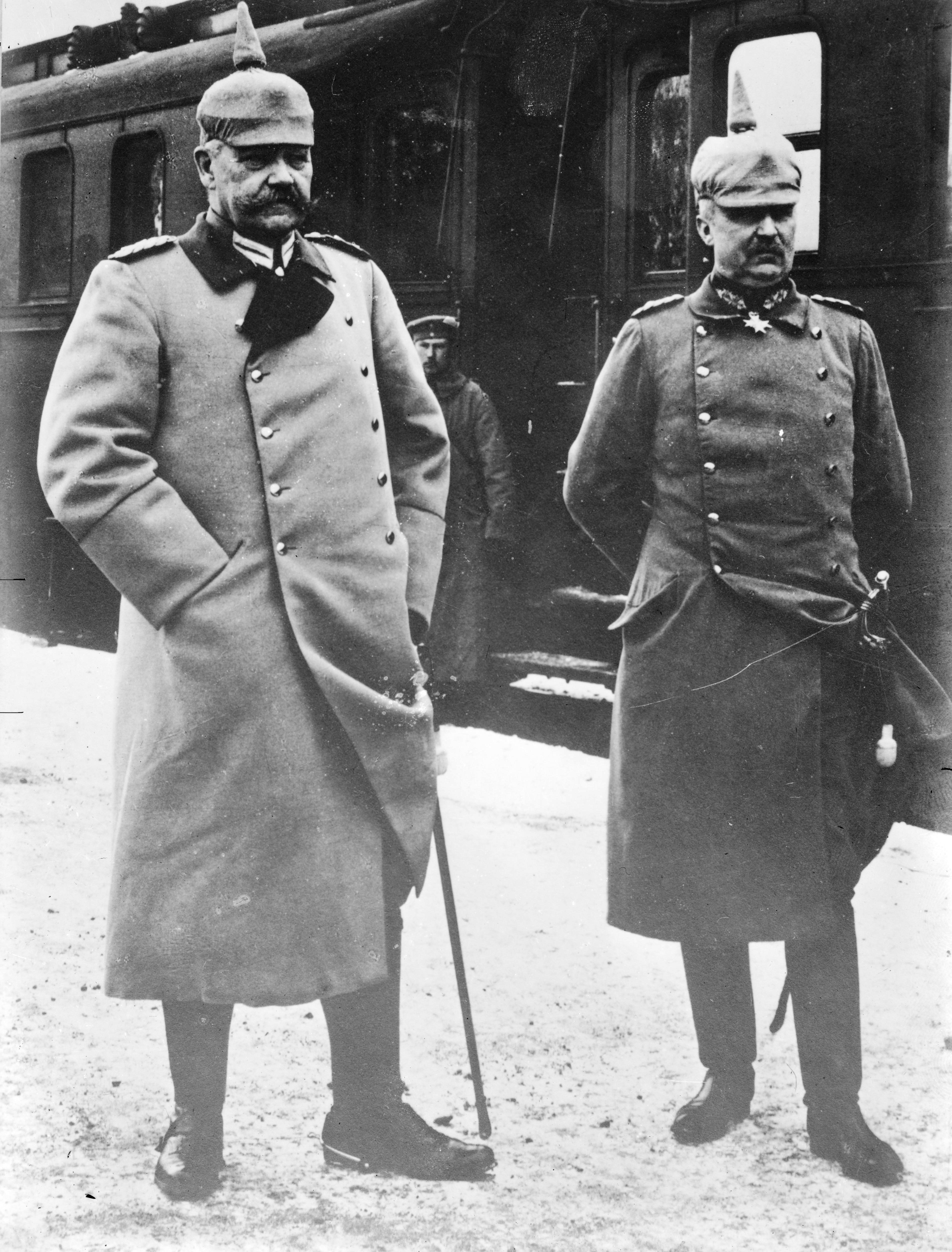
Hindenburg và Ludendorff

Vào năm 1917, trên Mặt trận Pháp - Đức, quân Đức đã đánh bại nỗ lực chấm dứt tình trạng bế tắc của quân Đồng Minh, và khiến cho quân Pháp đến bên bờ vực sụp đổ. Bên cạnh đó, đầu năm 1917, Hoa Kỳ tuyên chiến với Đức. Trên Mặt trận Ý, quân Đức và quân Áo - Hung cũng đập tan nát quân Ý trong trận Caporetto. Tháng 7 năm 1917, quân Nga trên Mặt trận phía Đông tổ chức Chiến dịch Kerensky nhưng bị đánh cho tan tác.
Vào tháng 3 năm 1918, sau Cách mạng Tháng Mười Nga năm 1917, nước Nga Xô viết ký két Hòa ước với Đức, Nga rút khỏi cuộc Đại chiến. Tư lệnh Bộ Binh Ludendorff kéo hết quân Đức ở Mặt trận phía Đông về Mặt trận Pháp - Đức.

### Chiến dịch Mùa Xuân 1918
Để giành được chiến thắng trên Mặt trận phía Tây, vào đầu năm 1918 Tư lệnh Bộ Binh Ludendorff tổ chức Chiến dịch Mùa Xuân, còn gọi là Cuộc Tổng tấn công Ludendorff. Ông quyết tâm phải giáng một đòn quyết định trước khi quân Hoa Kỳ đổ bộ lên nước Pháp. Vào ngày 21 tháng 3, ông tiến hành cuộc Tổng tấn công Michael, đánh thẳng vào quân khu của quân Pháp và quân Anh, và kéo ba Tập đoàn quân Đức đi đánh một Tập đoàn quân Anh trải quá dài và một phần của một Tập đoàn quân Anh khác. Lực lượng Bão tố của Đức tiến về phía trước. Đến ngày thứ ba của trận chiến, quân Đức đã tạo ra một lỗ hổng dài đến 50 dặm và tràn vào làng mạc. Ludendorff đã phá vỡ được thế bế tắc chiến hào kéo dài trong suốt thời gian qua, nhưng ông đã không cắt được liên lạc giữa các cường quốc Đồng Minh. Quân Đức đã chịu tổn thất nặng nề và các chiến sĩ đói khát đã phải ngừng cướp phá kho đạn của quân Anh. Sau cuộc tiến công dài đến 40 dặm, Ludendorff đạt được chiến thắng lừng lẫy mang tính chiến thuật nhưng bế tắc về mặt chiến lược. Đây là chiến công hiển hách nhất của Quân đội Đức sau năm 1914.
Trước tình hình đó, vào ngày 26 tháng 3 năm 1918, phe Đồng Minh tuyệt vọng cử Tham mưu trưởng Ferdinand Foch làm Tổng tư lệnh duy nhất. còn Ludendorff chuyển tầm nhìn sang phần phía Bắc của tuyến quân Anh. Một lần nữa, quân Đức đạt được chiến thắng vang dội về mặt chiến thuật. Lực lượng Bão tố xung kích, được cổ vũ bởi sự đại bại của một vài đơn vị quân Bồ Đào Nha, tuy nhiên họ vẫn không thể chọc thủng phòng tuyến địch trong khi quân Anh có lực lượng Dự Bị. Các binh sĩ Đức lại phải dừng chân trong khi đất đai chiếm được thì không mấy đáng kể. Nhưng đầu tháng năm, Tướng Ludendorff đã bù đắp được tổn thất của Đế chế Đức, trong khi quân Mỹ đã xuất hiện. Sau đó, Tướng Ludendorff lại tổ chức tấn công quân Pháp ở sông Aisne - đó là trận sông Aisne lần thứ ba hoặc là cuộc Tổng tấn công Blücher, bắt đầu từ ngày 27 tháng 3 năm 1918. Tập đoàn quân thứ 7 của Đức mãnh liệt chọc thủng phòng tuyến của quân Pháp và chiếm lĩnh được các cây cầu bắc qua sông Aisne. Chỉ trong vòng 2 ngày, quân Đức thắng lợi chói lọi và chỉ còn có 50 dặm nữa thôi là sẽ thẳng tiến tới thủ đô Paris của Pháp. Ludendorff vẫn tiếp tục tiến công và chỉ còn có 40 dặm. Nhưng đến lúc này quân Đức lại gặp vấn đề tiếp tế và bị quân Hoa Kỳ chặn đứng. Nước Đức chịu tổn thất nặng nề mà khó thể thay thế. Họ chiếm lĩnh được một cái đầu nhô khó phòng ngự và tiếp tế. Tiếp theo đó, Ludendorff lại phát động cuộc Tổng tấn công Gneisenau vào ngày 9 tháng 6 năm 1918. Ngày đầu, quân Đức lại đạt kỳ tích vẻ vang về mặt chiến thuật, nhưng ngày hôm sau họ bị liên quân Pháp - Hoa Kỳ chặn đứng. Vào ngày 11 tháng 6 năm ấy, chiến dịch Gneisenau chấm dứt.
Ludendorff vẫn tiếp tục tổ chức cuộc Tổng tiến công Marne - Rheims ở ven sông Marne, nhằm vào liên quân Pháp - Hoa Kỳ. Quân Đức tấn công vào ngày 15 tháng 7 năm 1918 và tiến được vào cứ điểm của quân Đồng Minh vào ngày 17 tháng 7, nhưng bị đánh lùi. Ngày hôm sau, liên quân Pháp - Hoa Kỳ phản công đại thắng quân Đức trong trận sông Marne lần thứ hai. Nhuệ khí Quân đội Đức bị suy kiệt nghiêm trọng, nhân lực thì mất dần mất mòn.

### Chiến dịch Một Trăm Ngày
Quân Hoa Kỳ càng thêm đổ bộ lên đất Pháp, mang lại lợi thế cho phe Đồng Minh. Sau chiến thắng rạng rỡ trong trận sông Marne lần thứ hai, quân Đồng Minh quyết đình đánh một giáng quyết định vào các tuyến quân Đức dàn về hướng Tây. Dù quân Đức đạt những chiến thắng rực rỡ về chiến thuật trong Chiến dịch Mùa Xuân trước đó, nhưng họ đã mất đi những chiến sĩ tinh nhuệ nhất của họ. Vào ngày 8 tháng 8 năm 1918, liên quân Anh - Úc - Canada - Pháp với lợi thế lớn về quân số đã tiến công và phá tan tành phòng tuyến quân Đức trong trận chiến Amiens. Tuy Đồng Minh cũng chịu tổn thất nặng nề nhưng bắt được đến 5035 tù binh Đức chỉ trong ngày 8 tháng 8. Cả Ludendorff và toàn thể quân Đức đều bị suy nhược nghiêm trọng về khí thế. Tuy nhiên, quân Đức vẫn chưa thể bị khuất phục. Liên quân Anh, Pháp, Mỹ tiếp tục đập tan phòng tuyến sông Sein (8 tháng 8) và phòng tuyến Saint Mehiel (12 tháng 9). Đức phải bỏ chạy khỏi Bỉ, Pháp (xem Đợt phản công một trăm ngày). Các nước đồng minh của Đức trong phe Liên minh cũng bị tấn công dồn dập và lần lượt ra đầu hàng:
- Ngày 29 tháng 9 năm 1918, Bulgaria đầu hàng.
- Ngày 30 tháng 10 năm 1918, Đế quốc Ottoman đầu hàng.
- Ngày 2 tháng 11 năm 1918, Đế quốc Áo-Hung đầu hàng.
- Ngày 11 tháng 11 năm 1918, Đế quốc Đức đầu hàng sau khi vua Wilhelm II thoái vị và chạy trốn sang Hà Lan ngày 9 tháng 11 năm 1918.

Sau khi đế quốc Đức đầu hàng, phe Liên minh Trung tâm cũng chính thức tan rã theo vào ngày 11 tháng 11 năm 1918.

## Các hòa ước trong hệ thống Versailles

Biểu đồ thể hiện tổn thất về quân đội của phe Liên minh

Ngày 28 tháng 6 năm 1919, tại Versailles, Pháp, Hòa ước Versailles đã được ký kết giữa Đức và các nước thắng trận với những điều khoản về lãnh thổ và bồi thường chiến phí vô cùng nặng nề mà Đức phải gánh chịu. Ngay sau đó, các nước bại trận khác trong phe Liên minh lần lượt ký các hòa ước khác với các nước thắng trận và các hòa ước này được gọi chung là hệ thống hòa ước Versailles:
- Hòa ước Saint-Germain với Áo vào ngày 10 tháng 9 năm 1919.
- Hòa ước Neuilly với Bulgaria vào ngày 27 tháng 11 năm 1919.
- Hòa ước Trianon với Hungary vào ngày 4 tháng 6 năm 1920.
- Hòa ước Sèvres với Đế quốc Ottoman vào ngày 10 tháng 8 năm 1920.

## Các thành viên phe Liên minh
- Đế quốc Áo-Hung
- Vương quốc Bulgaria
- Đế quốc Đức
- Đế quốc Ottoman